# پرستودریایی سفید
پرستودریایی سفید (نام علمی: Gygis alba) گونه‌ای پرندهٔ دریایی کوچک از خانودهٔ کاکاییان است که در نواحی اقیانوسی گرمسیری جهان دیده می‌شود.

## مشخصات، زیستگاه و تغذیه
پرستودریایی سفید، نوعی پرستودریایی کوچک و کاملاً سفید است که منقاری بلند و سیاه رنگ دارد. این پرنده در بخش‌های وسیعی از اقیانوس آرام و اقیانوس هند پراکنده است و در عین حال در برخی از جزایر اقیانوس اطلس نیز آشیان می‌کند.
پرستوی دریایی سفید در جزایر مرجانی و معمولاً بر روی درختانی با شاخه‌های نازک آشیان می‌کند اما چینه‌های صخره‌ای و سازه‌های ساخته بشر نیز از دیگر مناطق لانه‌کردن این پرندگان به‌شمار می‌رود.
پرستودریایی سفید از ماهیان تغذیه کرده و با شیرجه رفتن در آب آن‌ها را شکار می‌کند. این پرنده عمری طولانی داشته و تا ۱۷ سال نیز می‌تواند عمر کند.

## رفتار
پرستودریایی سفید لانه نمی‌سازد و در عوض تخم‌هایش را بر روی شاخه‌های نازک و خالی درختان که حالتی چنگال‌مانند داشته‌باشند می‌گذارد. این عمل، رفتاری غیرمعمول برای پرستوهای دریایی به‌شمار می‌رود زیرا آن‌ها یا بر روی زمین لانه‌ای ساخته و اقدام به تخم‌گذاری می‌کنند یا همچون پرستوی دریایی گرمسیری سیاه، آشیانه‌ای برای خود بر بالای درختان می‌سازند. چنین تصور می‌شود که احتمالاً پرستوی دریایی سفید به منظور کاهش انگل‌های لانه که می‌تواند کل یک کلونی را آلوده سازد از ساخت لانه سر باز می‌زند.
هرچند که این کار مزایایی برای پرنده دارد اما در عین حال وزش بادهای تند، تخم‌ها و جوجه‌ها را در معرض خطر جابجایی و سقوط از درخت قرار می‌دهد. به همین دلیل است که پرستوی دریایی سفید آمادهٔ تخم‌گذاری مجدد در صورت از دست دادن تخم‌هایش می‌باشد و جوجه‌های تازه سر از تخم درآورده نیز دارای پاهایی تکامل‌یافته‌اند تا به کمک آن‌ها بتوانند خود را محکم به شاخه‌های درخت چسبانده و از سقوط خود جلوگیری نمایند.

## نگارخانه

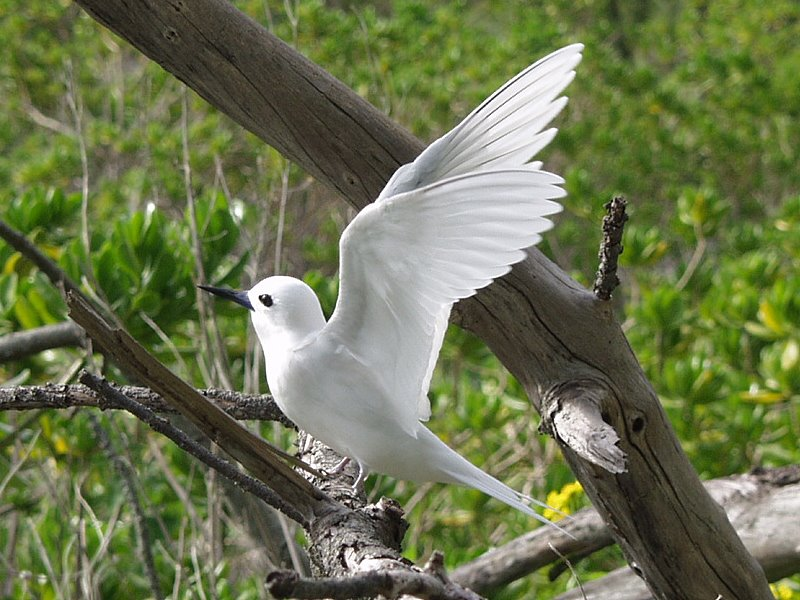
پرستودریایی سفید
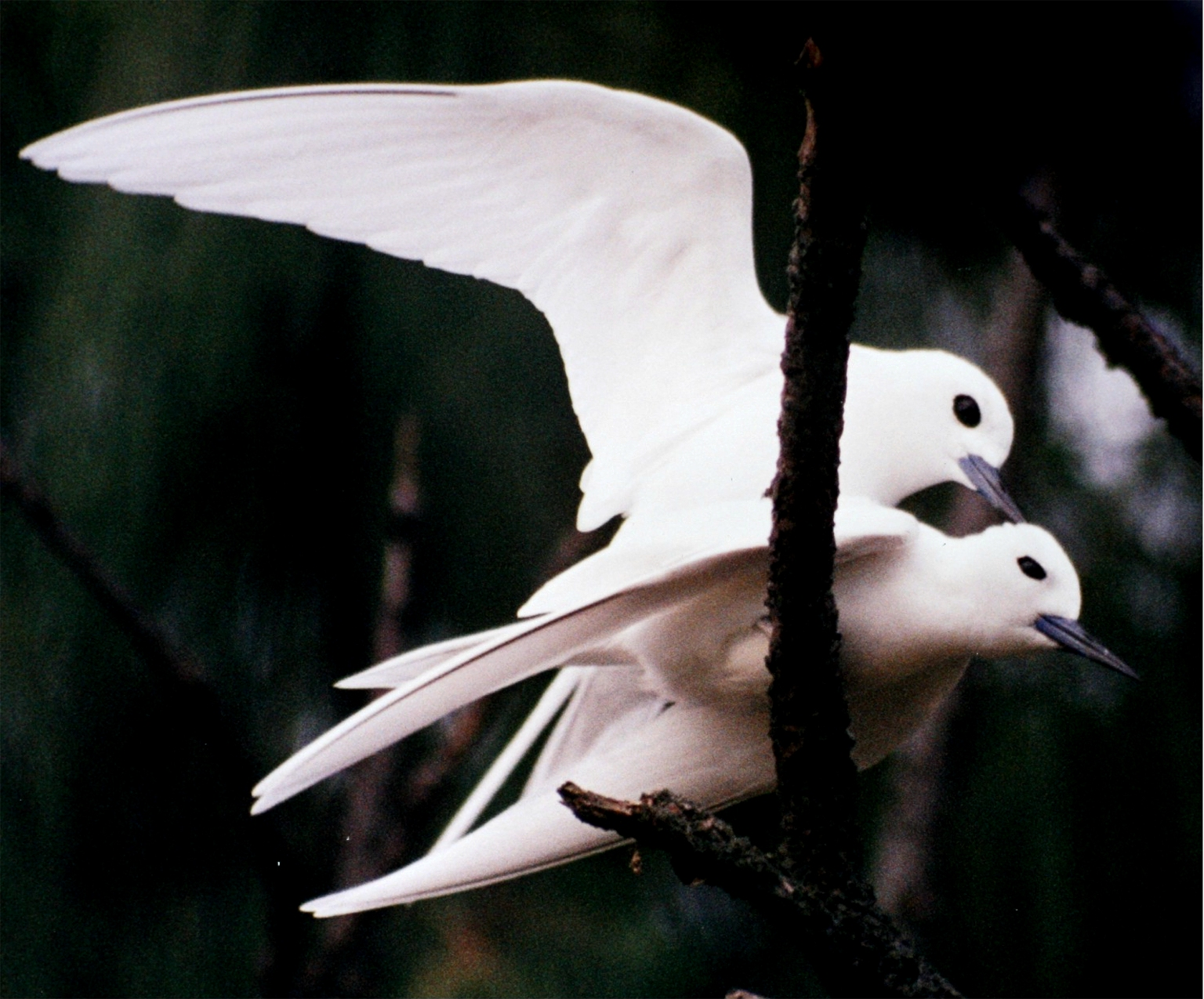
دو پرستودریایی سفید در حال جفت‌گیری
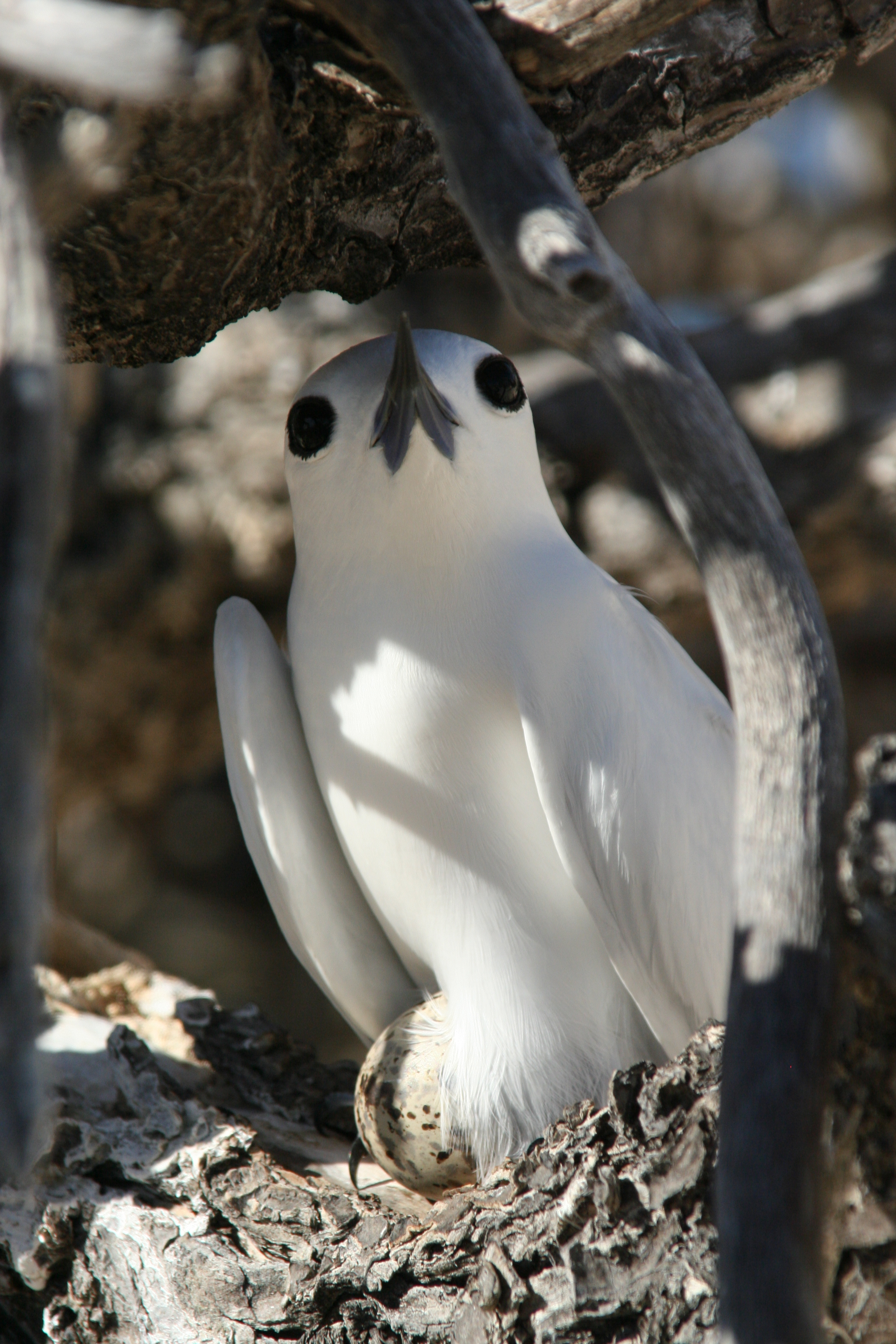
پرستودریایی سفید نشسته بر روی تخم
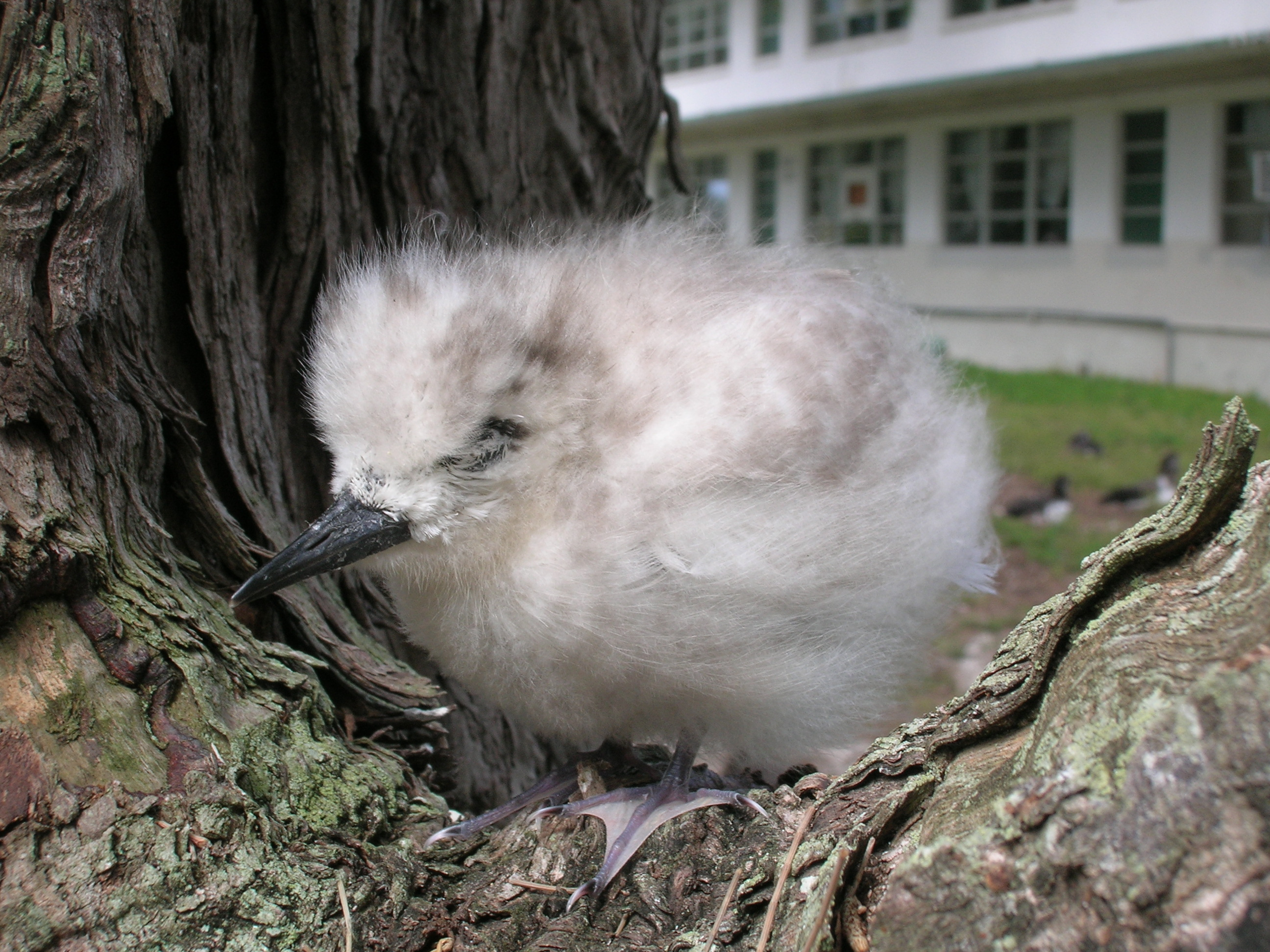
جوجه پرستودریایی سفید
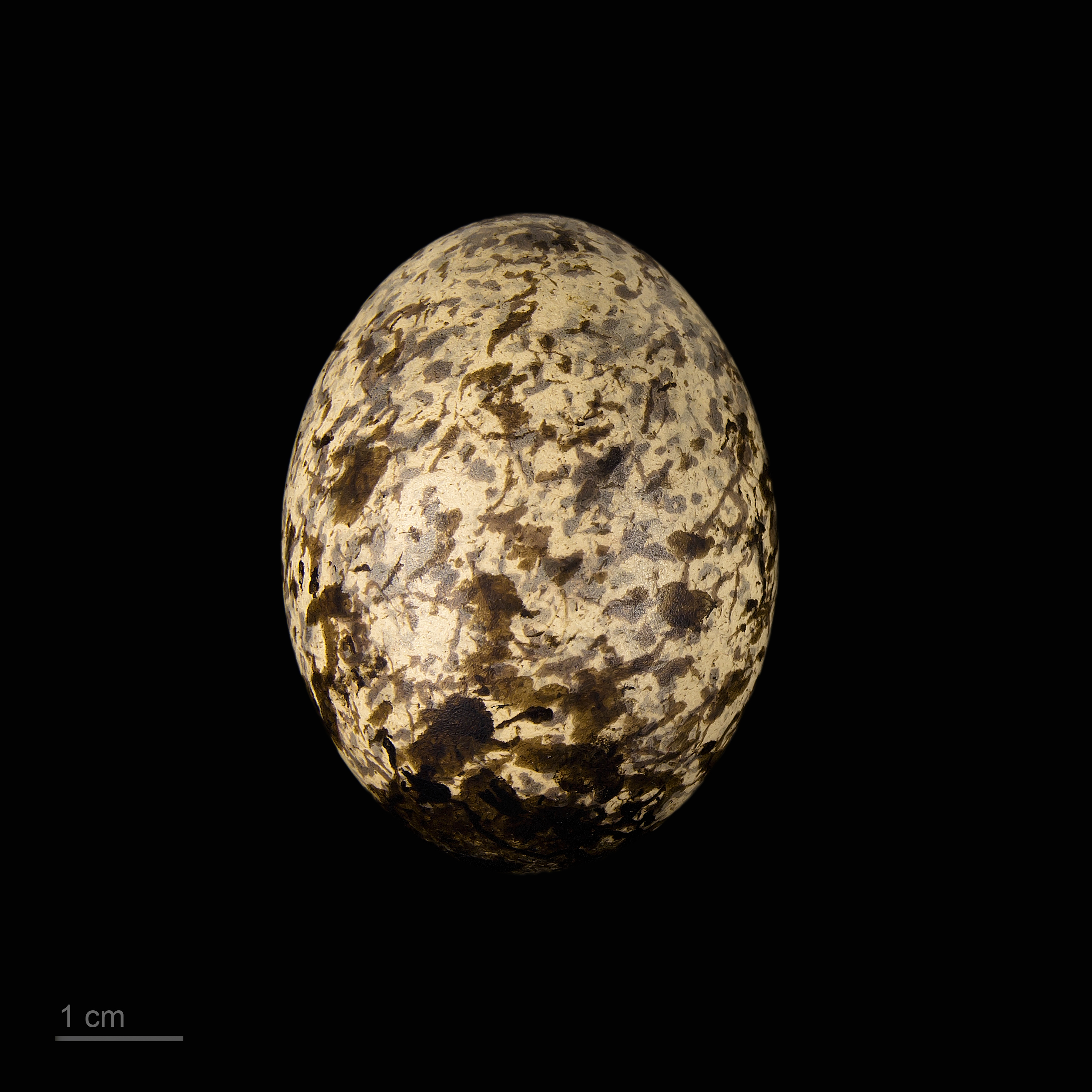
Museum specimen